# Ronald De Witte
Ronald De Witte (Wilrijk, 21 d'octubre de 1946) és un ciclista belga, ja retirat, professional entre 1968 i 1982. Durant la seva carrera esportiva destaquen dues victòries d'etapa del Tour de França, el 1974 i 1975, una del Giro d'Itàlia de 1976 i la París-Tours de 1976. Una vegada retirat va dirigir l'equip Europ Decor.

## Palmarès
- 1969
  - 1r al Gran Premi de Fourmies
- 1971
  - Vencedor d'una etapa de la París-Niça
- 1972
  - 1r al Circuit de Brabant occidental
- 1974
  - 1r a la Gullegem Koerse
  - Vencedor d'una etapa del Tour de França
- 1975
  - 1r a la Scheldeprijs Vlaanderen
  - 1r al Gran Premi Marcel Kint
  - Vencedor d'una etapa del Tour de França
- 1976
  - 1r a la París-Tours
  - 1r a Blois-Chaville
  - Vencedor d'una etapa al Giro d'Itàlia
  - Vencedor d'una etapa a la Volta a Catalunya
- 1977
  - Vencedor d'una etapa de la Volta a Bèlgica
- 1979
  - Vencedor d'una etapa al Tour de Romandia

### Resultats al Tour de França
- 1969. Abandona (17a etapa)
- 1970. 43è de la classificació general
- 1972. 31è de la classificació general
- 1973. 24è de la classificació general
- 1974. 25è de la classificació general. Vencedor d'una etapa
- 1975. 37è de la classificació general. Vencedor d'una etapa
- 1976. 18è de la classificació general
- 1981. 62è de la classificació general
- 1982. 63è de la classificació general

### Resultats al Giro d'Itàlia
- 1976. Abandona. Vencedor d'una etapa
- 1977. 6è de la classificació general
- 1978. 6è de la classificació general
- 1979. 17è de la classificació general
- 1980. 21è de la classificació general

### Resultats a la Volta a Espanya
- 1971. 29è de la classificació general